# Luki Gosche
Fereti Luki Gosche (13 gennaio 1986) è un calciatore samoano, attaccante del Kiwi.

## Carriera

### Club
Nella stagione 2014-2015 ha segnato 3 gol in 6 presenze nella OFC Champions League.

### Nazionale
Ha collezionato 3 presenze con la propria Nazionale.

## Palmarès

### Club

#### Competizioni nazionali
- Campionato samoano di calcio: 2

Kiwi: 2011, 2012